# Barbara Szordykowska
Barbara Jadwiga Szordykowska (ur. 1951) – polska historyk, doktor habilitowany nauk humanistycznych.

## Życiorys
W 1975 r. ukończyła studia historyczne na Uniwersytecie Gdańskim, w 1982 r. obroniła pracę doktorską, w 1995 r. habilitowała się na podstawie pracy zatytułowanej Finlandia w polityce caratu w latach 1899-1914. Problemy rusyfikacji i unifikacji. Została pracownikiem naukowym na Uniwersytecie Gdańskim.